# Fabrika Zvëzd
Fabrika Zvyozd o Fabrika zvëzd (in russo Фабрика звёзд?, letteralmente La Fabbrica delle Stelle,) è un talent show televisivo russo trasmesso su Primo Canale dal 2002 al 2012. È la versione russa del formato Endemol Operación Triunfo. Da 2 settembre 2017, viene trasmesso sul canale  "MUZ-TV" sotto il nome di " Новая Фабрика звёзд".
Alcuni ex alunni della Fabrika Zvyozd sono molto famosi artisti e musicisti contemporanei dell'industria dello spettacolo russo, tra cui: Polina Gagarina, Julia Savičeva, Timati, Irina Dubstova, gruppo Fabrika, Julianna Karaulova, Stas Piekha, Victoria Daineko, Dzmitryj Kaldun, Vlad Sokolovsky, Elena Temnikova, Natal'ja Podol'skaja, Sati Kazanova ed Irson Kudikova. Il progetto è stato trasmesso per la prima volta nel Primo Canale da 13 ottobre del 2002.
C'erano sette stagioni dello show. Inoltre, nel 2011, è stato lanciato il progetto "Фабрика звёзд. Возвращение" (letteralmente "La Fabbrica delle Stelle. Il ritorno") , in cui già famosi alunni delle stagioni precedenti hanno combattuto per il diritto di diventare il migliore dei migliori. Di conseguenza, la vittoria nell'ottava stagione è stata ottenuta da Victoria Daineko, vincitrice di quinto stagione.
Nel 2012 c'è stata la continuazione del progetto "La Fabbrica delle stelle: Russia-Ucraina", in cui hanno gareggiato i migliori alunni delle versioni russe e ucraine della "Fabbrica". Con il punteggio di 3-2 nella lotta, la vittoria è stata celebrata dai cantanti che hanno partecipato dalla Russia: Polina Gagarina, Victoria Daineko, Dzmitryj Kaldun, Vlad Sokolovsky e Dominik Joker.
A metà del maggio 2017, è stato annunciato che la nuova stagione della "Fabbrica delle Stelle" sarà trasmessa sul canale "Muz-TV". La première è avvenuta il 2 settembre 2017. I concerti sono trasmessi su "Muz-TV" ogni sabato alle 18:00 e i diari dello show - dal lunedì al venerdì alle 14:30, alle 19:20 e alle 22:30.